# Vela ai Giochi della XXIX Olimpiade - 470 femminile
Le gare di vela della classe 470 femminile valide per la XXIX Olimpiade si sono svolte dall'11 al 18 agosto 2008 a Qingdao nella Qingdao International Sailing Centre. Hanno partecipato alla competizione 19 equipaggi.
I punti sono stati assegnati in base alle posizioni finali in ciascuna regata (1 al primo, 2 al secondo etc.). Sono stati considerati i migliori 9 punteggi delle dieci regate di qualificazione, e ciascun equipaggio ha potuto scartare il punteggio più alto. I 10 equipaggi con il punteggio più basso hanno gareggiato in un'ultima regata, chiamata "Medal Race" in cui il punteggio valeva doppio e andava a sommarsi a quello delle 9 regate di qualificazione.
In caso di squalifica, o di mancata partenza per una regata, all'equipaggio venivano assegnati 28 punti per quella regata (21 nell'ultima) ovvero uno in più di quanti ne avrebbe avuto se si fosse classificata ultimo.

## Medaglie
| Posizione | Atleta                               | Paese       |
| --------- | ------------------------------------ | ----------- |
|           | Elise Rechichi e Tessa Parkinson     | Australia   |
|           | Marcelien de Koning e Lobke Berkhout | Paesi Bassi |
|           | Fernanda Oliveira e Isabel Swan      | Brasile     |

## Risultati
| Pos. | Atleta                                           | Regata | Regata | Regata | Regata | Regata | Regata | Regata | Regata | Regata | Regata | Regata     |     | Punteggio |
| Pos. | Atleta                                           | 1      | 2      | 3      | 4      | 5      | 6      | 7      | 8      | 9      | 10     | Medal Race |     | Punteggio |
| ---- | ------------------------------------------------ | ------ | ------ | ------ | ------ | ------ | ------ | ------ | ------ | ------ | ------ | ---------- | --- | --------- |
|      | Australia Elise Rechichi Tessa Parkinson         | 2      | 2      | 4      | 1      | 9      | 4      | 2      | 5      | 3      | 2      | 18         | 43  |           |
|      | Paesi Bassi Marcelien de Koning Lobke Berkhout   | 3      | 1      | 9      | 5      | 2      | 2      | 10     | 7      | 4      | 16     | 10         | 53  |           |
|      | Brasile Fernanda Oliveira Isabel Swan            | 11     | 16     | 5      | 10     | 7      | 6      | 6      | 2      | 7      | 4      | 2          | 60  |           |
| 4    | Israele Nike Kornecki Vered Bouskilla            | 8      | 13     | 1      | 2      | 8      | 19     | 3      | 1      | 11     | 15     | 4          | 66  |           |
| 5    | Italia Giulia Conti Giovanna Micol               | 14     | 7      | 6      | 3      | 6      | 11     | 4      | 19     | 12     | 6      | 6          | 75  |           |
| 6    | Regno Unito Christina Bassadone Saskia Clark     | 20 DSQ | 8      | 3      | 4      | 15     | 13     | 8      | 3      | 15     | 5      | 8          | 82  |           |
| 7    | Rep. Ceca Lenka Smidova Lenka Mrzilkova          | 6      | 4      | 12     | 11     | 11     | 5      | 11     | 11     | 9      | 1      | 14         | 83  |           |
| 8    | Austria Sylvia Vogl Carolina Flatscher           | 9      | 20 DSQ | 13     | 7      | 1      | 7      | 1      | 13     | 6      | 11     | 16         | 84  |           |
| 9    | Germania Stefanie Rothweiler Vivien Kussatz      | 7      | 6      | 11     | 9      | 5      | 12     | 20 OCS | 8      | 8      | 12     | 12         | 90  |           |
| 10   | Spagna Natalia Via Dufresne Tutzo Laia Lluisa    | 4      | 5      | 2      | 6      | 13     | 10     | 13     | 17     | 2      | 17     | 20         | 92  |           |
| 11   | Francia Ingrid Petitjean Gwendolyn Lemaitre      | 1      | 11     | 16     | 8      | 17     | 9      | 9      | 9      | 13     | 9      |            | 85  |           |
| 12   | Stati Uniti Amanda Clark Sara Mergenthaler       | 12     | 12     | 10     | 14     | 4      | 17     | 7      | 6      | 17     | 7      |            | 89  |           |
| 13   | Slovenia Vesna Dekleva Klara Maucec              | 20 DSQ | 3      | 8      | 16     | 12     | 3      | 15     | 18     | 14     | 3      |            | 92  |           |
| 14   | Giappone Ai Kondo Naoko Kamata                   | 13     | 15     | 14     | 15     | 14     | 1      | 12     | 10     | 1      | 13     |            | 93  |           |
| 15   | Svezia Therese Torgersson Vendela Santen         | 10     | 14     | 18     | 20 DSQ | 19     | 8      | 5      | 14     | 5      | 8      |            | 101 |           |
| 16   | Argentina Maria Fernanda Sesto Consuelo Monsegur | 16     | 18     | 17     | 12     | 10     | 16     | 14     | 4      | 10     | 14     |            | 113 |           |
| 17   | Svizzera Emmanuelle Rol Anne-Sophie Thilo        | 15     | 9      | 7      | 13     | 3      | 15     | 20 OCS | 15     | 18     | 19     |            | 114 |           |
| 18   | Cina Yimei Wen Chunyan Yu                        | 5      | 10     | 19     | 17     | 16     | 14     | 20 OCS | 12     | 16     | 10     |            | 119 |           |
| 19   | Singapore Liying Toh Deborah Huimin Ong          | 17     | 17     | 15     | 18     | 18     | 18     | 20 OCS | 16     | 19     | 18     |            | 156 |           |

Legenda abbreviazioni
DSQ = Squalificato
DNF = Non terminata
DNS = Non partito
OCS = Rimasto sulla linea di partenza
CAN = Regata cancellata